# شعار آل غنام
شعار آل غنام يشكل الرمز الملكي للأسرة الحاكمة في إمارة آل غنام، وهو عبارة عن مربع أخضر بداخله مستطيل أبيض بداخله هلال وأربعة نجوم خماسية الشكل ترمز لأبناء المؤسس للدولة الأمير ثويني بن غانم الحسيني.

## التاريخ
أستخدم هذا الشعار لأول مرة في عام 1804م في عهد الأمير الشريف صبح الثاني بن سلامة الحسيني ، بقيت تستخدمه العائلة الحاكمة حتى سقوط الإمارة.